# Lidija iz Tijatire
Sveta Lidija iz Tijatire kršćanska je novozavjetna svetica, koja je živjela u vrijeme apostola u mjestu Tijatiri u blizini grada Filipi u rimskoj provinciji Makedoniji. Primila je kršćanstvo od apostola Pavla i sudjelovala u njegovim misionarskim putovanjima od 51. do 52. godine.
Ime svete Lidije spominje se u 16. poglavlju novozavjetne knjige Djela apostolska. Tijekom svojaga drugoga misionarskog putovanja apostol Pavao isplovio je iz Troade na brodu i stigao u Makedoniju. Grad Filipi tako je postao prvi europski grad gdje je Pavao propovijedao kršćanstvo, a Lidija je prva Europljanka koja je primila kršćanstvo:
| »            | Sjedosmo i stadosmo govoriti okupljenim ženama. Slušala je tako i neka bogobojazna žena imenom Lidija, prodavačica grimiza iz grada Tijatire. Gospodin joj otvori srce, te ona prihvati što je Pavao govorio. Pošto se pak krsti ona i njezin dom, zamoli: »Ako smatrate da sam vjerna Gospodinu, uđite u moj dom i ostanite u njemu.« | « |
| Dj 16, 13-15 | |   |

Rođena je u mjestu Tijatiri. Obiteljski se bavila prodajom grimiza i svile. Prešavši iz Tijatire u Filipi, Lidija se nastavila baviti ovim poslom. S obzirom na to da je bila bogatija od većine kršćana toga doba, bila je u prilici ugostiti Pavla i druge apostole koji su dolazili u Filipi.